# Ibifornia
Ibifornia è il quarto album in studio del duo francese Cassius, pubblicato dalla Interscope Records nel 2016.
L'album presenta notevoli influenze tropical house. Continua il percorso intrapreso nei due album precedenti per quanto riguarda l'uso pesante di strumenti acustici e reali. Sono presenti parecchie collaborazioni, tra le quali spiccano Mike D dei Beastie Boys, Pharrell Williams, Ryan Tedder dei OneRepublic e Cat Power.

## Tracce
1. The Missing – 4:12
2. Love Parade – 5:29
3. Action – 8:55
4. Go Up – 5:33
5. Ibifornia – 8:44
6. Hey You! – 3:36
7. Feel Like Me – 5:06
8. Blue Jean Smile – 4:02
9. The Sound Of Love – 4:50
10. Ponce – 5:47